# Sidney J. van den Bergh
Sidney James van den Bergh (Rotterdam, 25 oktober 1898 – Wassenaar, 25 september 1977) was een Nederlands zakenman en politicus voor de Volkspartij voor Vrijheid en Democratie (VVD).
Van den Bergh, zoon van de margarine-producent Samuel van den Bergh en Rebecca Willing, was een telg uit het joodse ondernemersgeslacht Van den Bergh. Hij was topman van het Unilever-concern, dat gevormd was door een fusie van de Margarine Unie met het Engelse Lever Brothers van William Hesketh Lever. Hij speelde in de oorlogsjaren een belangrijke rol bij de bevoorrading en toekomstige uitrusting van het leger en bracht het in november 1945 tot reserve generaal-majoor en kwartiermeester-generaal. Na de oorlog was hij lange tijd penningmeester en financier van de VVD.
Hij werd vanwege zijn organisatorische talenten in 1959 minister van Defensie in het kabinet-De Quay. Hij moest echter reeds na enkele maanden aftreden vanwege allerlei perikelen rond zijn relatie met een nog niet gescheiden vrouw, Helga Lek Bendix. Nadien was hij acht jaar lid van de Provinciale Staten van Zuid-Holland, acht jaar Eerste Kamerlid en vier jaar wethouder en lid van de gemeenteraad van Wassenaar. Van den Bergh speelde ook een voorname rol als handelsbevorderaar.
Van 1920 tot 1928 was hij gehuwd met dichteres Truus Gerhardt, met wie hij twee zonen kreeg, Jan Seymour en Peter Lodewijk.